# Pawilon Polski w Wenecji

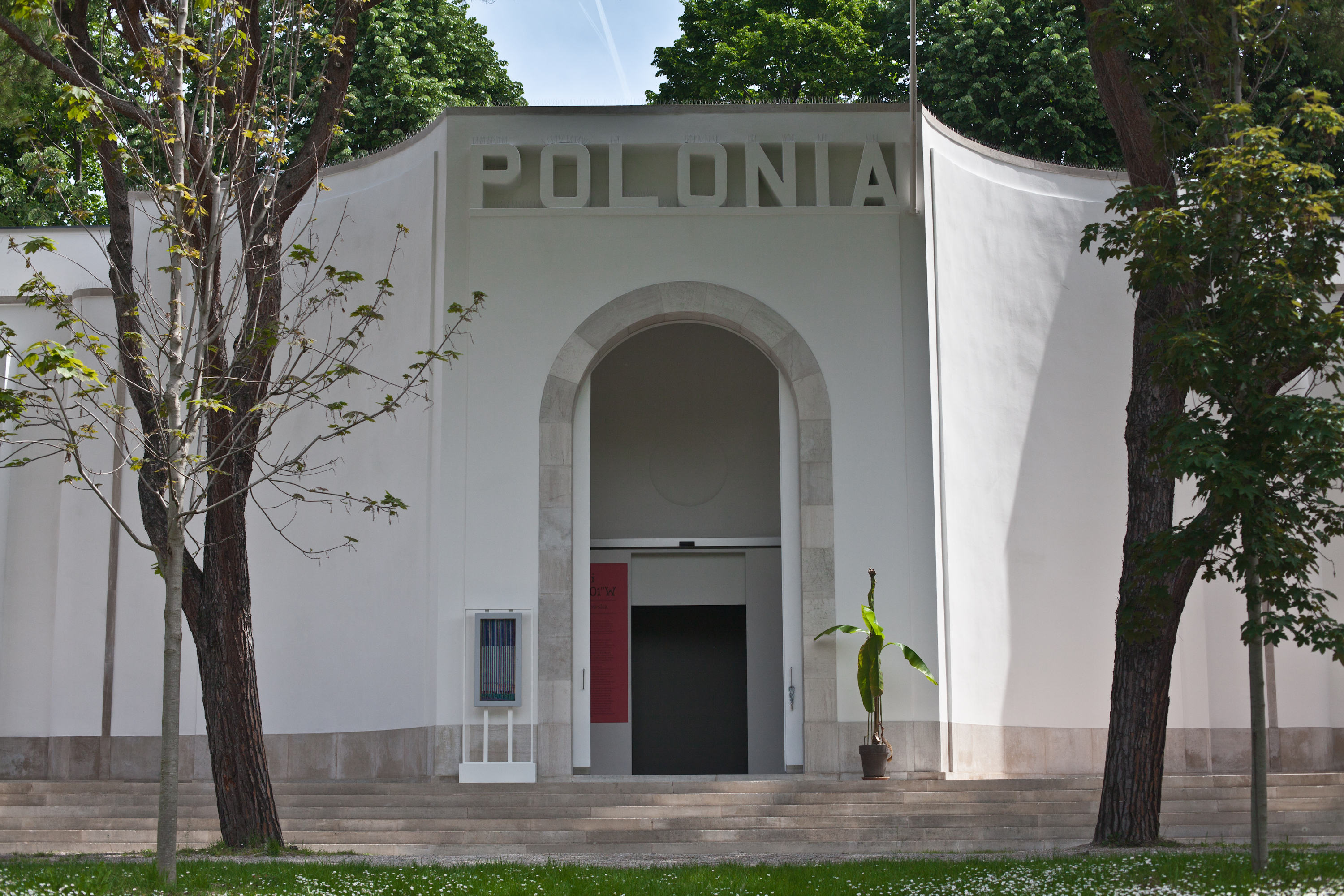
Pawilon polski w Wenecji

Pawilon Polski w Wenecji to siedziba polskiej reprezentacji twórców, która służy prezentacji wybranych artystów podczas Biennale Sztuki i Biennale Architektury w Wenecji. Budynek Pawilonu został wybudowany w 1932 roku. Opiekunem Pawilonu jest Zachęta - Narodowa Galeria Sztuki w Warszawie. 

## Tło
Biennale w Wenecji to międzynarodowe biennale sztuki współczesnej odbywające się w Wenecji. Udział w Biennale jest prestiżowym wydarzeniem dla współczesnych artystów. Biennale stopniowo rozwinęło się do obecnej formy: wystawy centralnej, której kuratorem jest wybrany dyrektor artystyczny, pawilonów narodowych, oraz wystaw niezależnych w całej Wenecji. Organizacja odpowiedzialna za organizację Biennale organizuje także regularne festiwale z innych dziedzin sztuki: architektury, tańca, filmu, muzyki i teatru. 
Poza centralną, międzynarodową wystawą poszczególne kraje tworzą własne wystawy w osobnych budynkach, zwanych pawilonami - wystawy te są reprezentacją każdego z krajów. 30 krajów ma swoje pawilony na terenie Giardini - ogrodu Biennale. Kraje, które nie mają własnych budynków, organizują swoje wystawy w różnych lokalizacjach na terenie całego miasta.

## Budynek

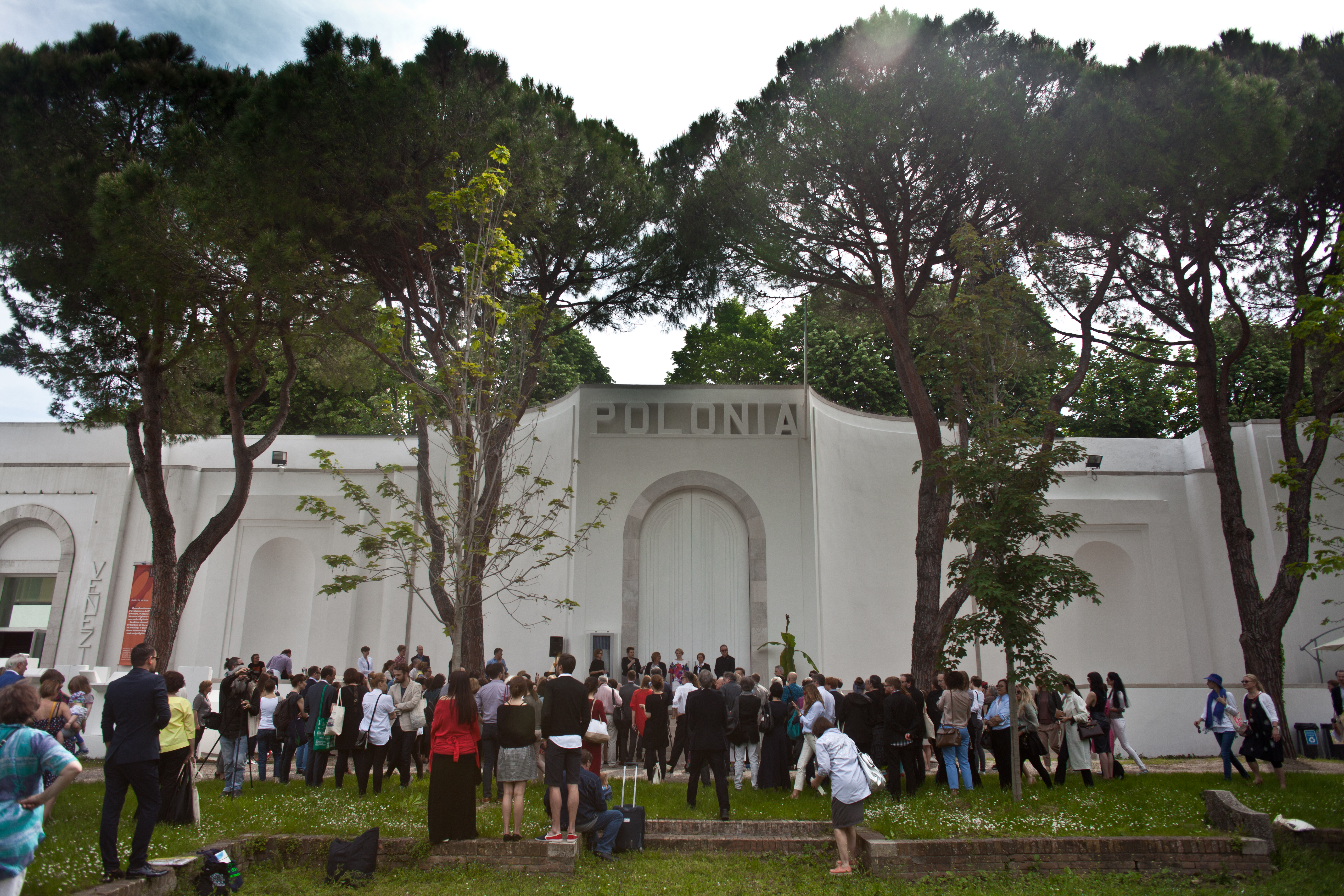
Publiczność przed otwarciem wystawy, pawilon polski, 56. Biennale w Wenecji (02)

Pawilon Polski to budynek wystawienniczy, który służy prezentacji wystaw podczas Biennale Sztuki i Biennale Architektury w Wenecji. Jest częścią modernistycznego kompleksu pięciu pawilonów, zaprojektowanych jako jedna całość. Znajduje się na wąskiej wysepce Św. Heleny, będącej częścią terenu ekspozycyjnego Giardini della Biennale, czyli ogrodu Biennale.
Kompleks, w którym umieszczony jest Pawilon Polski, został wzniesiony w 1932 roku według projektu włoskiego architekta Brenno Del Giudice. Projekt łączył historyzm z modernizmem w stylu charakterystycznym dla Włoch w latach 30. dwudziestego wieku. Bryły budynków miały reprezentować siłę i władzę, przy zachowaniu pewnej elegancji i nawiązaniu do tradycji. W przeciwieństwie do większości pawilonów, Pawilon Polski, zaprojektowany przez włoskiego architekta, nie odzwierciedla narodowego stylu.
Do każdego z pięciu pawilonów prowadzi osobne wejście od frontu. Wejściom towarzyszą napisy w języku włoskim: Polonia, Rumunia, Venezia, Egitto, Yugoslavia. Pawilon Polski sąsiaduje z Pawilonem Miasta Wenecja po lewej stronie i Pawilonem Rumuńskim po prawej stronie. Przy budynku rosną wysokie drzewa piniowe. 
Budynek Pawilonu Polskiego ma symetryczny kształt na podłużnym planie prostokąta, do którego wchodzi się od strony dłuższego boku. Mimo że jest jednokondygnacyjny, jego wysokość wynosi osiem metrów. Do pawilonu prowadzi sześć schodków rozciągniętych na całej długości kompleksu. Fasada budynku jest surowa, ale z łukiem drzwiowym wyróżniającym się centralnie. Wnętrze składa się z przedsionka i głównej sali ekspozycyjnej, z wyraźnym podziałem na strefy.
Pawilon Polski nie ma okien w elewacji, jedynie monumentalne sześciometrowe drzwi umieszczone centralnie w fasadzie. Wejście otacza beżowa kamienna rama. Drewniane drzwi są rozsuwane i chowają się po obu stronach w ścianie, zawsze pozostając otwarte podczas trwania wystawy.

## Wystawy

### Sztuka

#### 1970
- Józef Szajna, Reminiscencje

#### 1980
- Magdalena Abakanowicz

#### 1993
- Mirosław Bałka

#### 1995
- Roman Opalka

#### 1999
- Katarzyna Kozyra, Łaźnia męska (Wyróżnienie w konkursie)

Instalacja wideo. W ośmiokątnej konstrukcji imitującej wnętrze łaźni wyświetlono film nakręcony ukrytą kamerą w męskiej łaźni w Budapeszcie. Można było na nim zobaczyć artystkę przebraną za mężczyznę. Kolejnym elementem instalacji był film przedstawiający starania artystki, aby przygotować się do wizyty w łaźni w roli mężczyzny. 

#### 2003
- Stanisław Dróżdż, "ALEA IACTA EST" project (Kurator: Paweł Sosnowski)

#### 2005
- Artur Żmijewski, Powtórzenie

Podczas 51. Biennale prezentowany był film Artura Żmijewskiego zatytułowany Powtórzenie. Jest to dokumentalny zapis odtworzenia stanfordzkiego eksperymentu więziennego – słynnego eksperymentu psychologicznego z 1971 roku, dotyczącego zachowań w ośrodkach karnych. Został on przeprowadzony przez profesora Philipa Zimbardo na uniwersytecie Stanford w USA. Eksperyment polegał na odizolowaniu grupy wolontariuszy wcielających się w role więźniów i strażników.

#### 2007

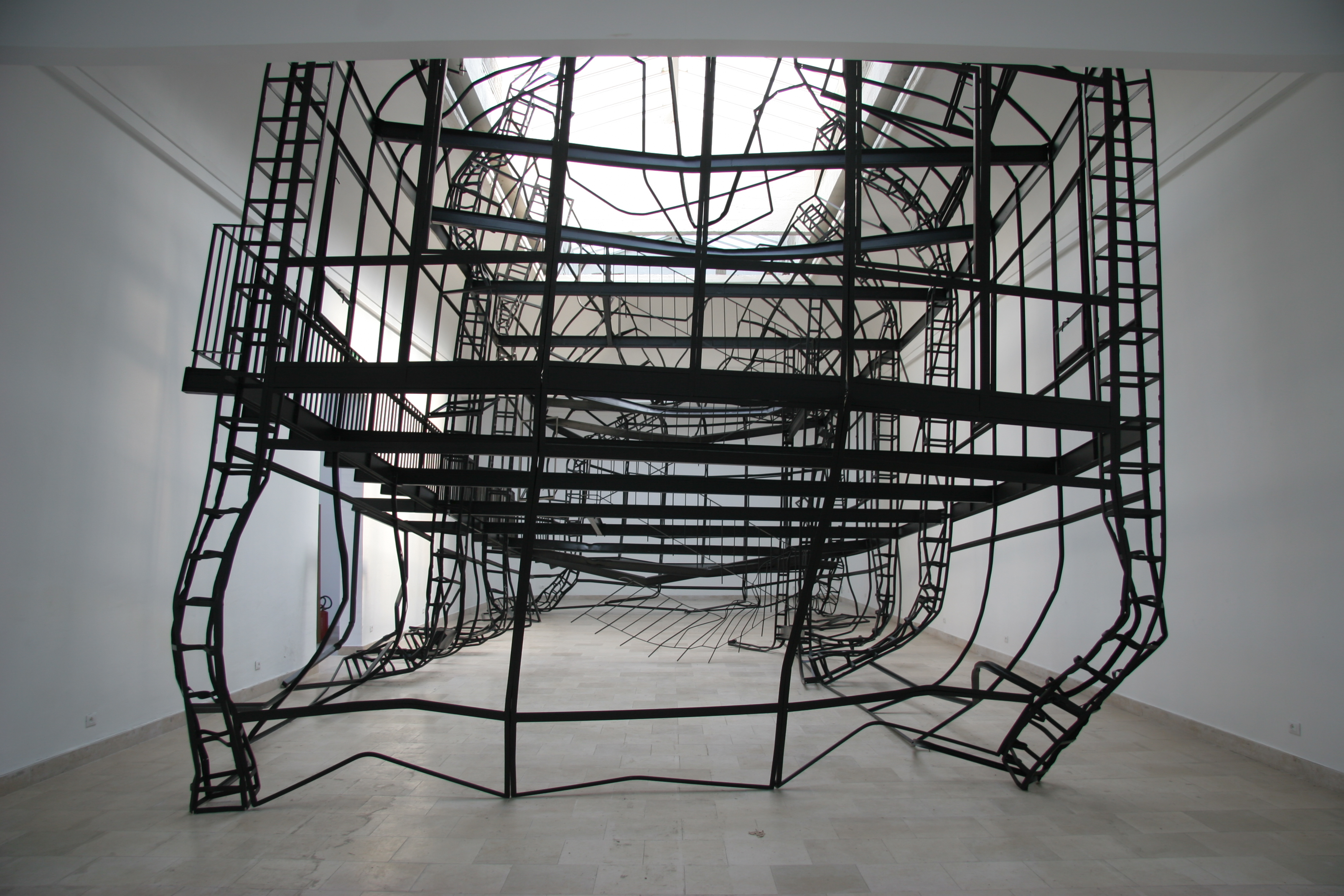
Monika Sosnowska, instalacja w Pawilonie Polskim, 52 Biennale w Wenecji

Monika Sosnowska, "1:1" (Kurator: Sebastian Cichocki)
Według projektu Moniki Sosnowskiej wykonano metalowy szkielet, który przypominał konstrukcję budynków z lat 60. i 70. Powstał tylko sam szkielet budynku, który nie mieścił się w przestrzeni polskiego pawilonu. Musiał ulec deformacji. Po wejściu do pawilonu zobaczyć można było pogiętą konstrukcję, schody biegnące w zaskakujące strony, dziwaczne balustrady. Konstrukcja była celowo zmiażdżona.

#### 2009
Krzysztof Wodiczko, Goście (Kurator: Bożena Czubak)

#### 2011
Yael Bartana, "I zadziwi się Europa" (Kurator: Sebastian Cichocki, Galit Eilat)

#### 2013

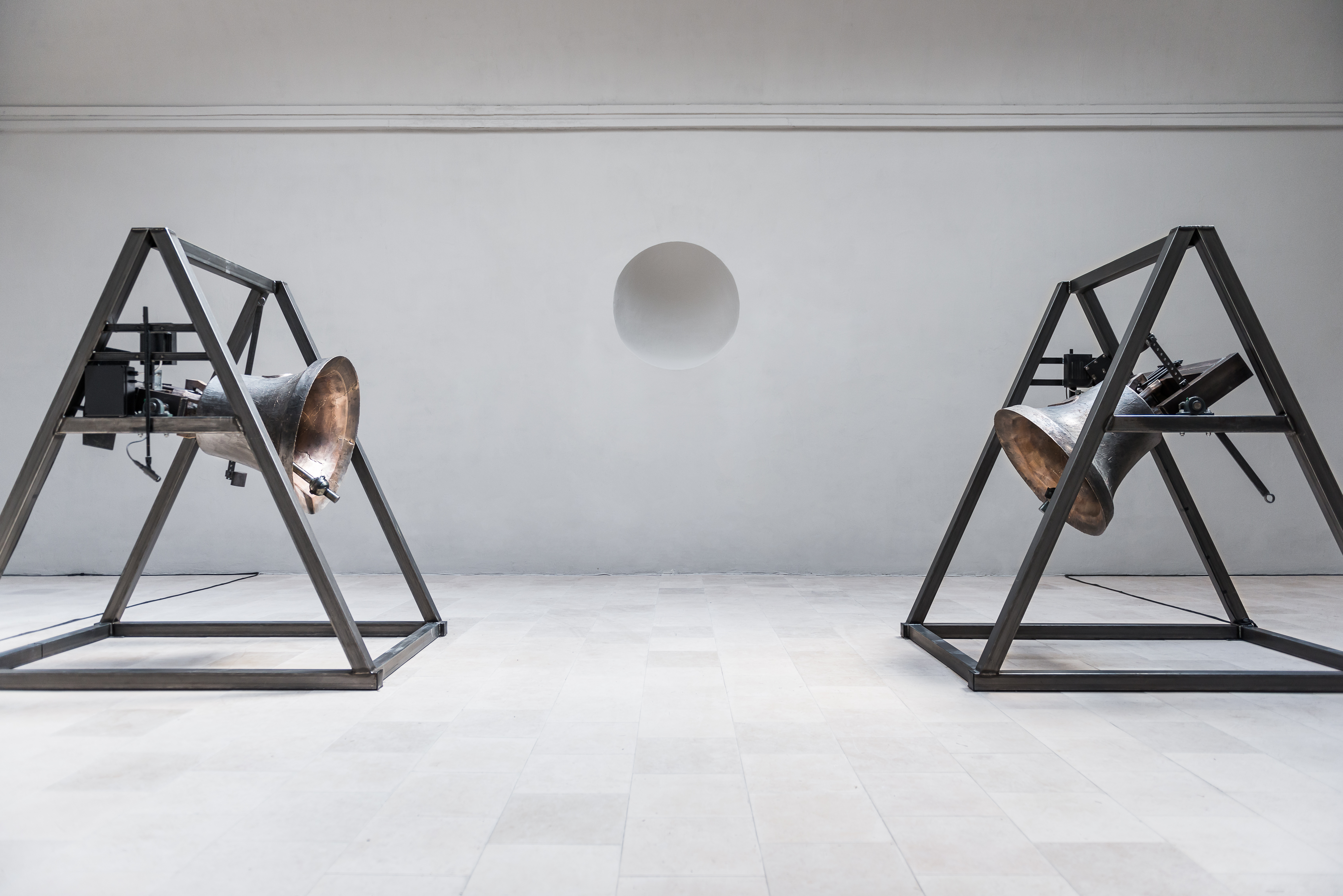
Konrad Smoleński, Everything Was Forever Until It Was No More

Konrad Smoleński, "Everything was forever until it was no more" (kuratorzy: Agnieszka Pindera, Daniel Muzyczuk).
Ekspozycja Konrada Smoleńskiego - rozbudowana instalacja dźwiękowa - przywoływała wizję futurystycznego, zmechanizowanego świata. Monumentalne konstrukcje dźwiękowe wypełniły Pawilon, wytwarzając energię i fizycznie odczuwalne wibracje. Dzieło miało wywołać napięcie i niepokój, jednocześnie poruszając kwestie gromadzenia, porządkowania i klasyfikowania wiedzy. Praca nawiązuje do kwestii nadmiaru i niedoboru informacji.

#### 2015

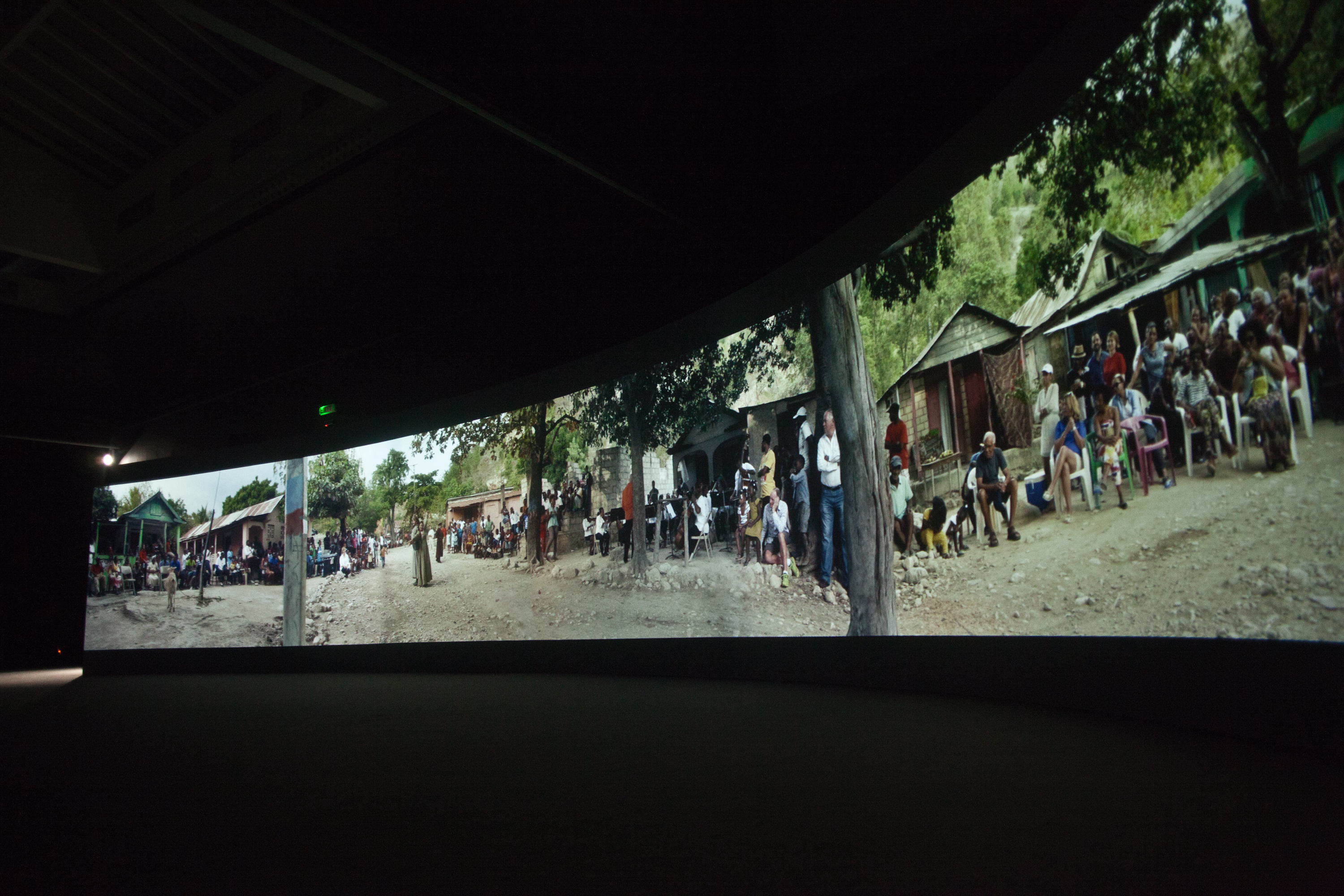
Halka/Haiti 18°48’05″N 72°23’01″W

- Joanna Malinowska and C. T. Jasper, "Halka/Haiti 18°48’05″N 72°23’01″W"(Kurator: Magdalena Moskalewicz)

Zainspirowani filmem Wernera Herzoga "Fitzcarraldo", artyści C. T. Jasper i Joanna Malinowska postanowili zorganizować przedstawienie "Halki" na Haiti. Przedstawienie "Halki" w Cazale było wydarzeniem, które ujawniało wspólną kolonialną i postkolonialną historię Polski i Haiti. Projekt ma na celu pokazanie mało znanej historii polsko-haitańskiej mieszkańcom Cazale. Spektakl został przygotowany we współpracy z lokalną społecznością i uwzględnia realia współczesnego Haiti, kraju jeszcze się podnoszącego po tragicznym trzęsieniu ziemi w 2010 roku. Ostateczny kształt spektaklu został ustalony we współpracy z lokalną społecznością, a w jego przygotowanie zaangażowana była również Orkiestra Filharmoniczna Sainte Trinite z Port-au-Prince oraz zespół Teatru Wielkiego im. Stanisława Moniuszki z Poznania.

#### 2017

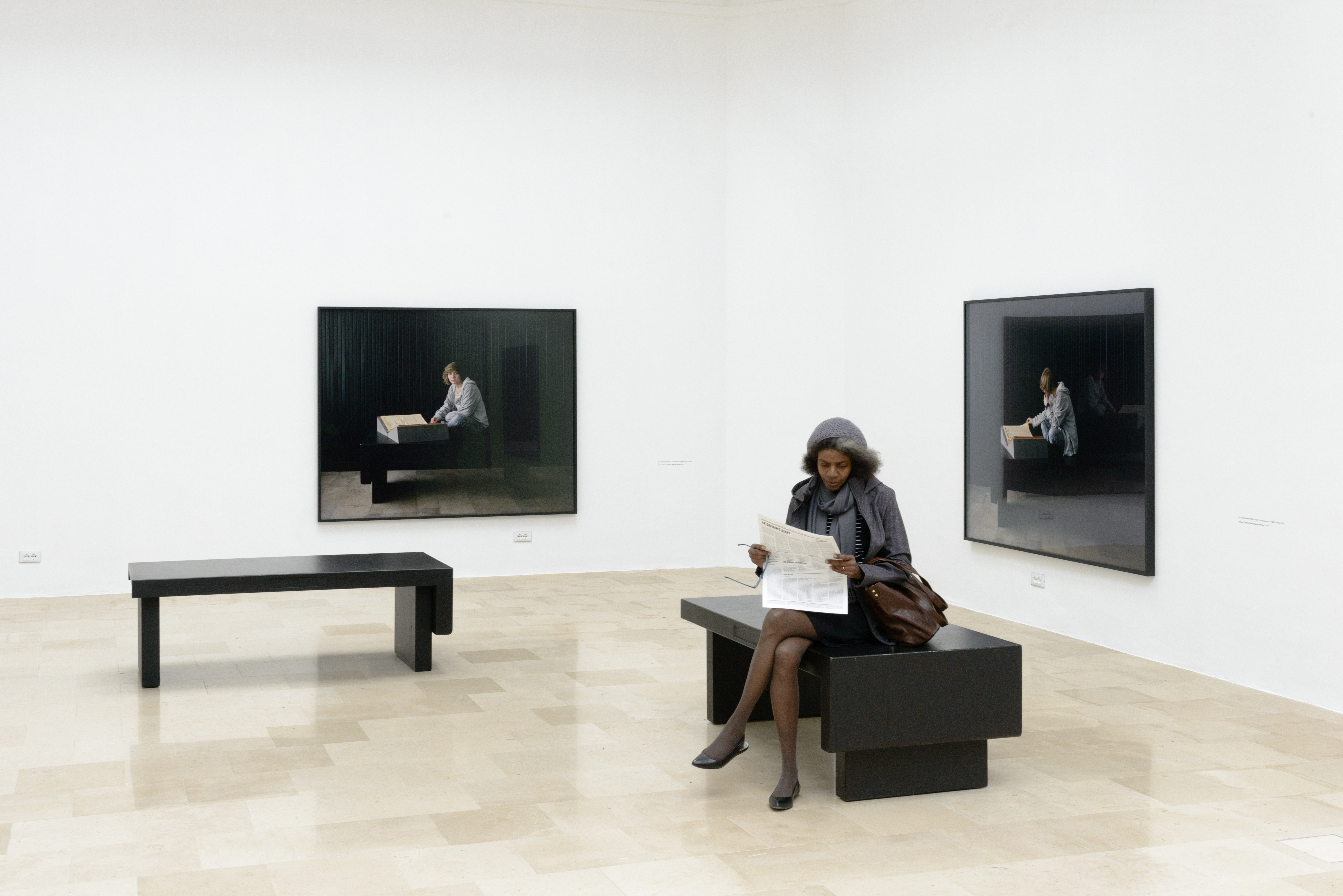
Sharon Lockhart, Little Review

- Sharon Lockhart, "Mały przegląd" (Kurator: Barbara Piwowarska)

Sharon Lockhart to amerykańska artystka mieszkająca i pracująca w Los Angeles i Polsce. Lockhart tworzy filmy i zdjęcia, które są zarówno atrakcyjne wizualnie, jak i zaangażowane społecznie, dzięki współpracy trwającej przez długie okresy czasu. Stworzony wspólnie z młodymi kobietami z Młodzieżowego Ośrodka Socjoterapii w Rudzienku, projekt Mały Przegląd obejmuje tłumaczenia, nowy film i serię zdjęć, a także warsztaty edukacyjne. Mały Przegląd czerpie inspiracje z twórczości Janusza Korczaka. Podobnie jak Korczak, celem Lockhart jest zapewnienie forum dla głosów dzieci – zarówno przeszłych, jak i obecnych. Mały Przegląd był gazetą pisaną przez dzieci i młodzież, ukazującą się jako cotygodniowy dodatek do dziennika Nasz Przegląd w latach 1926–1939. Nowe fotografie na wystawie przedstawiają dwie młode kobiety z Rudzienka czytające Mały Przegląd w Bibliotece Narodowej w Warszawie, gdzie gazeta jest przechowywana. Fotografie przedstawiają spotkanie na przestrzeni prawie stu lat historii, odzwierciedlają luki, powiązania i podteksty między przeszłością a teraźniejszością.

#### 2019

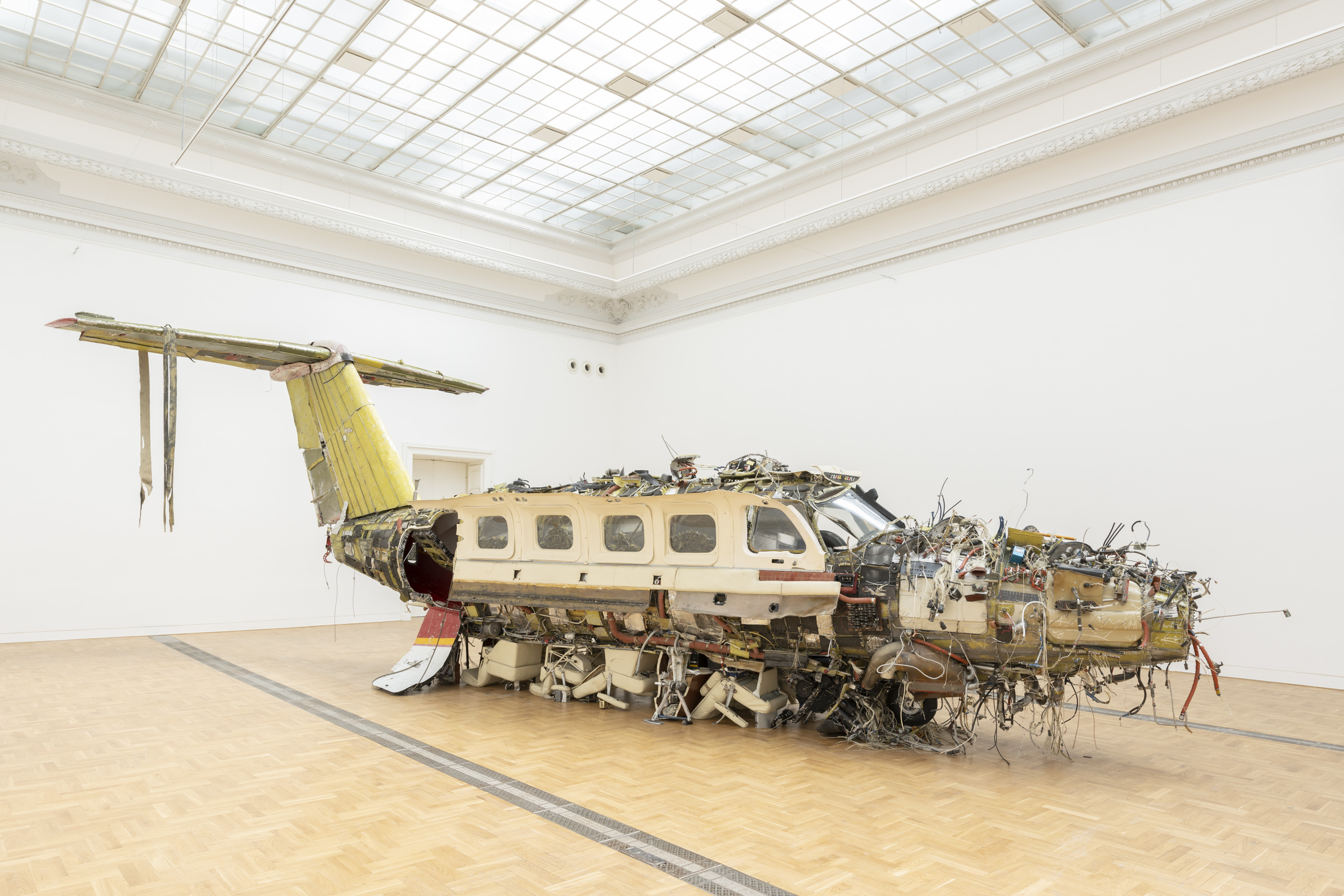
Roman Stańczak, Lot

- Roman Stańczak, Lot (Kuratorzy: Łukasz Mojsak, Łukasz Ronduda)

Lot, rzeźba Romana Stańczaka, to rzeźba samolotu odwróconego na lewą stronę – a zarazem efektu nieoczekiwanego „odwrócenia świata”. Projekt stanowi komentarz do sytuacji przemian politycznych i gospodarczych. Wystawa została otwarta 11 maja 2019 roku. „Wywrócenie wszystkiego na lewą stronę mówi o nadziei” – stwierdził Roman Stańczak w wywiadzie poświęconym projektowi Lot. W Pawilonie Polskim zaprezentowany był samolot przetworzony zgodnie z artystyczną strategią Stańczaka, polegającą na dekonstrukcji materialnego porządku rzeczy – pozbawianiu ich zwykłej funkcji i wartości estetycznych, przy jednoczesnym nadaniu im nowej formy i znaczenia. Samolot został przecięty na pół i wywrócony na lewą stronę, aby jego wnętrze wraz z kokpitem i wyposażeniem pokładowym oraz siedzeniami pasażerskimi wystawało na zewnątrz, natomiast skrzydła i kadłub zostały nawinięte do wewnątrz, do wnętrza samolotu.

#### 2022

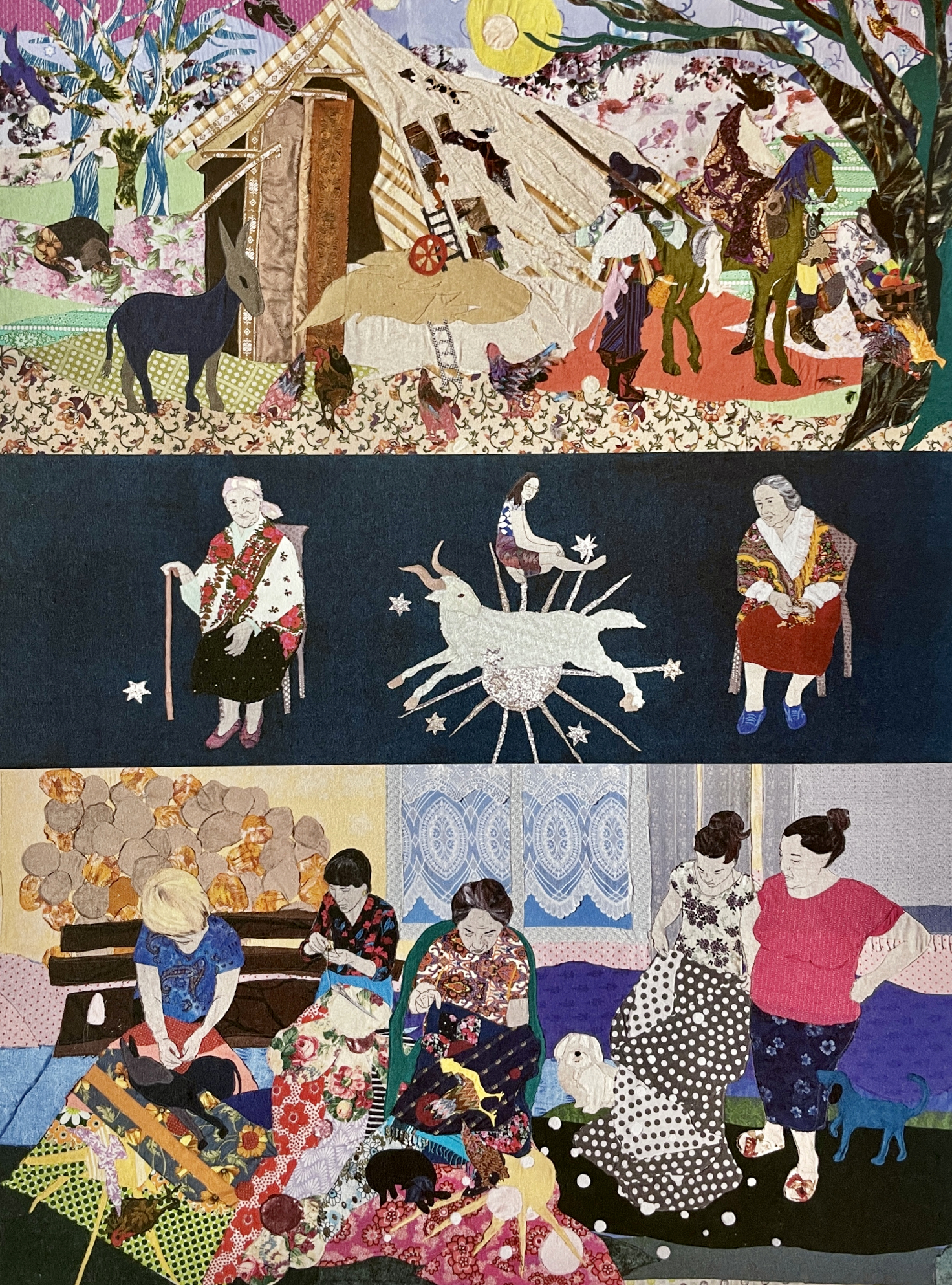
Małgorzata Mirga-Tas, Przeczarowując świat

- Małgorzata Mirga-Tas, Przeczarowując świat (kuratorzy: Wojciech Szymański, Joanna Warsza)

Po raz pierwszy w ponad 120-letniej historii Biennale w Wenecji, romska artystka została wybrana, aby reprezentować pawilon narodowy. Projekt Przeczarowując świat Małgorzaty Mirgi-Tas, przygotowany specjalnie dla Pawilonu Polskiego w 2022 roku był próbą znalezienia miejsca społeczności romskiej w europejskiej historii sztuki. Wystawa, zaproponowana przez kuratorów Wojciecha Szymańskiego i Joannę Warszę, została zwycięzcą konkursu organizowanego przez Zachętę — Narodową Galerię Sztuki. Wystawę można było oglądać od 23 kwietnia do 27 listopada 2022 roku. Instalacja składała się z dwunastu wielkoformatowych trójdzielnych tkanin nawiązujących do słynnego "kalendarzowego" cyklu fresków z Palazzo Schifanoia w Ferrarze. Obrazy przedstawiające bogów olimpijskich, znaki zodiaku czy sceny z życia dworu w Ferrarze zostały wykorzystane przez artystkę do opowiedzenia o specyficznej polsko-romskiej tożsamości. Artystka przygotowała reinterpretacje tych obrazów i motywów poprzez włączenie do nich elementów kultury polsko-romskiej oraz "odczarowanie" stereotypowych narracji o Romach.

#### 2024
- Open Group, Powtarzajcie za mną II (kuratorka: Marta Czyż)